# Digi 24 FM
DIGI 24 FM este un post de radio deținut de Digi. Acest post de radio are multă actualitate și aduce știri 24 din 24 de ore, deoarece retransmite DIGI 24. Postul a înlocuit Chill FM (rămânând doar online) pe data de 1 octombrie 2021 și se aude pe frecvență 103,8 FM în București.